# 太平洋恩利
太平洋恩利國際控股有限公司，簡稱太平洋恩利國際控股、太平洋恩利國際，以及太平洋恩利（英語：Pacific Andes International Holdings Limited，港交所除牌前：1174.HK），在1986年由已故黃垂豐創立，是一間魚柳生產及海產凍肉供應商。公司註冊地在百慕達，總部寫字樓在西環香港商業中心32樓。魚產供應鏈上流在太平洋的捕漁船隊，在中國大陸自設食品加工工廠，消費者市場遍佈全球，主要市場包括亞洲、歐洲及美洲等。法律顧問是貝克‧麥堅時律師行，核數師是德勤會計師事務所。
太平洋恩利的管理層黃姓和鄭姓，他們都是親戚，創辦人及已故前主席黃垂豐是父親，新任主席是母親鄭氏，71歲。公司總經理及執行董事分別是黃裕翔、黃裕桂、黃裕培等。
太平洋恩利在1994年10月3日首日上市。
旗下上市包括太平洋恩利資源發展有限公司，以及中漁集團有限公司，全都是在新加坡交易所主板上市的。
2013年2月26日太平洋恩利附屬公司中漁集團將最多斥46.8億元收購生產魚粉及魚油的公司COPEINCA ASA，另外，中漁集團計劃供股集資約22.4億港元。供股後，太平洋恩利的持股量將升至約50.7%。
根據《上市規則》第6.01A條，2019年9月26日上午9時，太平洋恩利在香港交易所的上市地位予以取消。

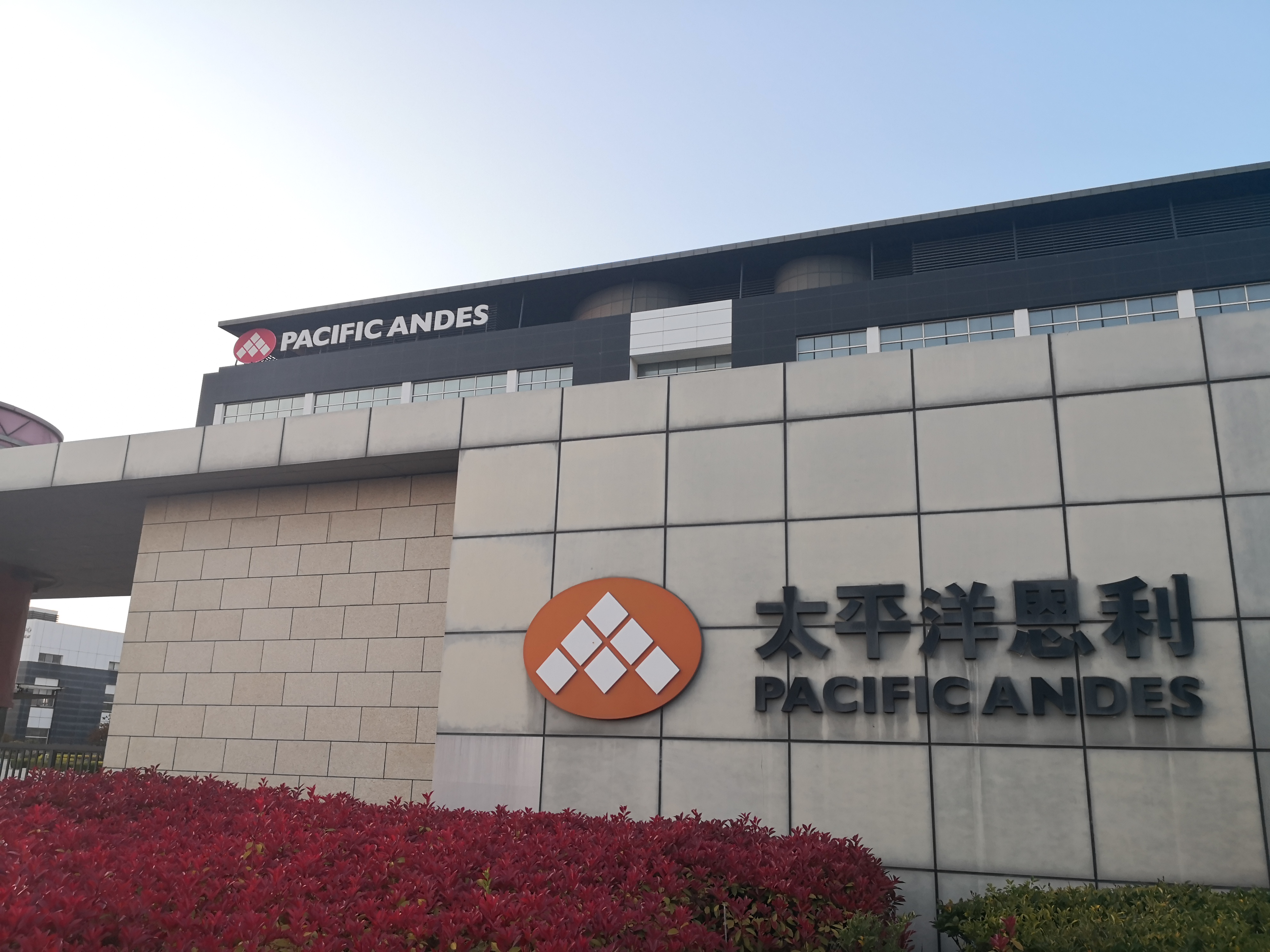
太平洋恩利青岛工厂

## 外部參考
- 太平洋恩利國際控股有限公司官方網址（页面存档备份，存于）
- 新加坡華人 - 黃垂豐（页面存档备份，存于）